# Путь фламинго
«Путь фламинго», более точно Фламинго-роуд (англ. Flamingo Road) — нуарная мелодрама режиссёра Майкла Кёртиса, которая вышла на экраны в 1949 году.
Сценарий фильма написал Роберт Уайлдер на основе одноимённой пьесы, написанной им в 1946 году совместно с женой Сью. Пьеса в свою очередь основана на одноимённом романе Уайлдера 1942 года. Некоторые острые моменты из романа были сглажены с учётом требований действовавшего в то время Производственного кодекса.
Фильм рассказывает о бывшей карнавальной танцовщице Лейн Беллами (Джоан Кроуфорд), которая решает осесть в небольшом городке на Юге США. Она заводит роман с помощником шерифа Филдингом Карлайлом (Закари Скотт), однако фактический глава города, шериф Титус Семпл (Сидни Гринстрит) планирует продвинуть Филдинга как своего ставленника по политической лестнице. С этой целью он женит Филдинга на девушке из его круга, а Лейн по сфабрикованному делу отправляет за решётку, советуя затем убраться из города. Однако Лейн, выйдя после непродолжительного заключения, знакомится с влиятельным городским бизнесменом Дэном Рейнольдсом (Дэвид Брайан), выходит за него замуж и с триумфом возвращается в город. Последующие политические столкновения между Титусом и Дэном приводят к тому, что Дэн попадает под следствие, спившийся Филдинг кончает жизнь самоубийством, а Титус погибает во время стычки с Лейн, когда та с оружием в руках требует, чтобы он сознался в своих преступлениях.
Фильм получил в целом позитивные отзывы критики. При этом было отмечено излишнее доминирование героини Кроуфорд в истории, что преуменьшило значимость картины в плане разоблачения политической коррупции в маленьком южном городке. Отмечалось также высокое актёрское мастерство всех исполнителей главных ролей, хотя Кроуфорд в свои сорок слишком лет выглядела немного старо для карнавальной танцовщицы.
В 1980—1982 году на телевидении вышел сериал «Путь фламинго», который использовал сюжетные моменты как из фильма, так и из романа.

## Сюжет
В небольшом городке Болдон на Юге США с ежегодными гастролями выступает передвижной карнавал. Местные власти требуют от директора карнавала отплатить счета за аренду земли и использование электроэнергии и погасить долги за предыдущие годы, угрожая в противном случае вызвать шерифа, который опечатает имущество карнавала до покрытия долгов. Директор однако не собирается ничего платить и в спешном порядке сбегает со своей труппой, бросив часть реквизита и оборудования. Шериф округа Титус Семпл (Сидни Гринстрит) поручает своему помощнику Филдингу (Филду) Карлайлу (Закари Скотт) закрыть работу карнавала и опечатать его имущество. Филд происходит из семьи уважаемого в городе судьи и вырос на престижной Фламинго-роуд, где проживает городская аристократия. Филд учился в юридической школе, однако не закончил её, и тогда Титус устроил его своим помощником. Филд встречается с девушкой из богатой местной семьи Аннабелль Уелдон (Вирджиния Хьюстон), однако не испытывает к ней любовных чувств.
Когда Филд прибывает на место карнавала, то застаёт там лишь танцовщицу Лейн Беллами (Джоан Кроуфорд), которой надоел кочевой образ жизни, и она решила осесть с Болдоне. Филд сразу же попадает под очарование привлекательной и остроумной Лейн и приглашает её на ужин в местный ресторан. Выяснив, что у Лейн нет работы, он договаривается с владельцем ресторана, чтобы тот взял её к себе официанткой, а также быстро находит ей недорогое жильё. В ресторане за действиями Филда внимательно наблюдает Титус, который хочет продвинуть Филдинга в качестве своего человека в сенат штата. Отношения Филда с Лейн не входят в планы Титуса, и позднее шериф говорит своему помощнику, что для того, чтобы сделать политическую карьеру, тот должен жениться на девушке из приличной семьи, такой как Аннабелль. В местном клубе Титус представляет Филда ключевым политическим фигурам округа во главе с крупным предпринимателем и одним из закулисных политических боссов округа Дэном Рейнольдсом (Дэвид Брайан), добиваясь их поддержки при выдвижении Филда в сенат. В обмен на его поддержку Титус предлагает Дэну взять для работы на его стройке за мизерную зарплату заключённых их тюрьмы округа, при этом часть сэкономленных денег заключённых Дэн будет выплачивать Титусу. Позднее в клубе Филд встречает Лейн, которая приехала отдохнуть туда со своими друзьями. Филд увозит её на природу, где у воды при лунном свете они целуются.
На следующий день местная газета откровенно пишет о том, что, не обращая внимания на общественное мнение и интересы города, Титус протащил своего ставленника Филда в сенат. Филда это беспокоит, однако Титус призывает его не обращать внимания на эту писанину, обещая ему со временем сурово покарать редактора газеты Дока Уотерстона (Фред Кларк). Под давлением своего босса Филд делает Аннабелль предложение, которая тут же начинает мечтать о своём статусе жены сенатора. После этого Филд приходит в ресторан и сообщает Лейн о своей скорой женитьбе. Когда Филд уходит, директор ресторана объявляет Лейн, что она уволена, однако боится назвать причину увольнения. Лейн приходит в редакцию местной газеты, чтобы подать заявление о поиске работы. Однако Док Уотерстон, хорошо зная ситуацию в городе, говорит, что её уволили по указанию Титуса и что она никакой работы в городе не найдёт. Раздражённая Лейн направляется к Титусу, который прямо ей говорит, что она ему мешает и что он не допустит, чтобы она оставалась в городе. Лейн отвечает, что он сможет избавиться от её присутствия в городе, только убив её. Вечером Титус с помощью своих людей подставляет Лейн, делая так, что она якобы вечером на улице приставала к мужчинам. Её приговаривают к тридцати суткам заключения в местной тюрьме. Там она знакомится с девушкой, которая рекомендует Лейн устроится на работу в придорожное заведение сразу за пределами юрисдикции Титуса, которое принадлежит Лют-Мэй Сэндерс (Глэдис Джордж). Лют-Мэй нравится смелость и ум Лейн, и, несмотря на то, что она подозревает, что Лейн что-то скрывает, решает взять её на работу. Когда Титус видит Лейн за работой в ресторане, он пытается заставить Лют-Мэй уволить её. Однако Лют-Мэй, демонстрируя свою независимость и намекая на собственные связи, заявляет, что Лейн будет работать у неё. Однажды в заведении у Лют-Мэй Дэн Рейнольдс сильно напивается и остаётся на ночь в гостинице. Утром Лейн помогает ему прийти в себя, кормит завтраком, а затем на автомобиле везёт его на его стройку. Дэн сразу же влюбляется в Лейн, и приглашает её поехать вместе с ним в служебную командировку в Нью-Йорк и Вашингтон.
При поддержке Дэна Титус добивается избрания Филда в сенат штата. Однако Филд явно несчастлив в браке, и в результате начинает много пить. Вскоре в здании сената штата Филд встречает Дэна и Лейн, выясняя, что они поженились. По возвращении в Болдон Дэн и Лейн селятся на Фламинго-роуд и становятся частью городской элиты. Вскоре Титус решает выдвинуть Филда на пост губернатора штата, встречая сопротивление Дэна, у которого есть свой кандидат на эту должность. Они становятся политическими противниками. Тем временем Филд, видя, какими грязными методами Титус делает его карьеру, впадает в запой. Титус понимает, что с таким кандидатом у него не будет шансов на победу и решает вместо Филда выдвинуть самого себя. Когда Дэн проводит у себя совещание, пытаясь сплотить вокруг себя региональных партийных функционеров, там неожиданно появляется Титус. Он заявляет о том, что сам будет баллотироваться губернаторы, а когда региональные функционеры начинают возражать, он показывает компрометирующий материал на каждого из них. В итоге они отказываются поддерживать Дэна и его кандидата, выступая за Титуса. Поскольку Дэн всё равно отказывается поддержать кандидатуру Титуса, тот угрожает выдвинуть обвинения и против него.
После завершения собрания Лейн говорит мужу, что Титус так ненавидит Дэна из-за неё. Она рассказывает, что в своё время у неё были романтические отношения с Филдом, что шло вразрез с политическими планами Титуса. С тех пор он любыми средствами пытается удалить Лейн из города. Дэн же понимает ситуацию так, что Лейн любила Филда, возможно, даже в тот момент, когда выходила замуж за Дэна. Его она не любила и хотела использовать лишь его мощное прикрытие, чтобы вопреки Титусу утвердить своё положение в городе. Посчитав себя обманутым, Дэн уходит из дома и отправляется в двухнедельную командировку. Поздно вечером сильно выпивший Филд приходит к Лейн домой. Он говорит, что не может перестать пить, из-за чего его выгнала из дома жена и бросил Титус. Лейн отвечает, что больше не любит его и просит немедленно удалиться. В разговоре Филд замечает, что Титус подставил всех, включая Дэна. Лейн наконец чувствует, что любит своего мужа, давая понять это Филду. Тот уходит в соседнюю комнату и там стреляется.
После этого Титус в разговоре с журналистами бросает тень на личность Филда, который загулял и проводил время с чужой женой, а также на Лейн, намекая, что он мог совершить самоубийство под её влиянием. Одновременно Титус выдвигает против Дэна обвинение, что тот якобы незаконно использует в своей строительной компании труд заключённых. Док Уотерстон направляет Дэну телеграмму, советуя немедленно вернуться и выступить с заявлением по поводу слухов, распространяемых Титусом. Затем Уотерстон приезжает к Лейн, которая ему сообщает, что, по словам Филда, её мужа подставил Титус. Уотерстон советует Лейн ради собственной безопасности сегодня же уехать из города. Под окнами Лейн начинается спровоцированная Титусом демонстрация возмущённых граждан. Разгневанная Лейн едет в заведение Лют-Мэй, где, угрожая Титусу оружием, требует, чтобы он снял с Дэна все обвинения. По её требованию Титус набирает номер телефона генерального прокурора, однако, улучив момент, бросает в неё телефонный аппарат и в неразберихе подхватывает выпавшее у Лейн оружие. Она перехватывает его руку с револьвером и начинается борьба, в ходе которой одним из выстрелов Титус попадает себе в грудь. Он умирает у неё на глазах.
Следствие устанавливает, что смертельный выстрел произвёл сам Титус, после чего дело закрывается, и Лейн выпускают на свободу. Из кабинета следователя Дэн направляется прямо в камеру к Лейн, где они обнимают друг друга, и Лейн признаётся ему в любви. Дэн обещает ей, что они начнут вместе новую жизнь.

## В ролях
- Джоан Кроуфорд — Лейн Беллами
- Закари Скотт — Филдинг Карлайл
- Сидни Гринстрит — шериф Титус Семпл
- Глэдис Джордж — Лют-Мэй Сандерс
- Дэвид Брайан — Дэн Рейнольдс
- Вирджиния Хьюстон — Аннабель Уелдон
- Фред Кларк — доктор Уотерстон
- Гетруда Майкл — Милли
- Тито Вуоло — Пит Ладас
- Элис Уайт — Грейси
- Сэм Макданиел — лодочник

## Создатели фильма и исполнитель главных ролей
Режиссёр фильма Майкл Кёртис четырежды номинировался на «Оскар» за фильмы «Одиссея капитана Блада» (1935), «Четыре дочери» (1938), «Ангелы с грязными лицами» (1938) и «Янки Дудл Дэнди» (1942). Он также завоевал «Оскар» как режиссёр фильма «Касабланка» (1943). После окончания Второй мировой войны Кёртис поставил такие успешные фильмы, как «Милдред Пирс» (1945), «Жизнь с отцом» (1947), «Вне подозрений» (1947), «Переломный момент» (1950) и «Мы не ангелы» (1955).
Джоан Кроуфорд начала кинокарьеру в 1925 году, добившись заметной популярности в 1930-е годы с такими фильмами, как «Одержимая» (1931), «Гранд-отель» (1932), «Дождь» (1932), «Танцующая леди» (1933) и «Женщины» (1939). В 1945 году Кроуфорд сыграла главную роль в фильме Майкла Кёртиса «Милдред Пирс» (1945), который принёс ей «Оскар». Её последующие фильмы, по словам историка кино Фрэнка Миллера, «были хорошо сделаны», но не принесли ожидаемого успеха. «Хотя каждый из них принёс небольшую прибыль, „Юмореска“ (1946), в которой Кроуфорд выдала возможно свою лучшую роль, и „Одержимая“ (1947), которая принесла её ещё одну номинацию на „Оскар“, были менее успешными». После этого глава студии Джек Уорнер решил воссоединить Кроуфорд с Кёртисом, надеясь на повторение успеха «Милдред Пирс». Позднее у Кроуфорд было ещё немало успешных фильмов, среди них «Внезапный страх» (1952), который принёс её номинацию на «Оскар», «Джонни Гитара» (1954) и «Что случилось с Бэби Джейн?» (1962).
Сидни Гринстрит более всего известен по фильмам «Мальтийский сокол» (1941), который принёс ему номинацию на «Оскар», «Касабланка» (1942), «Маска Димитриоса» (1944) и «Конфликт» (1944) и «Прикосновение бархата» (1948). Закари Скотт известен по фильмам «Маска Димитриоса» (1944), «Милдред Пирс» (1945), «Южанин» (1945), «Неверная» (1947) и «Безжалостный» (1948). Дэвид Брайан в этой картине дебютировал как киноактёр. В последующие годы он сыграл в таких фильмах, как «Осквернитель праха» (1949), «За лесом» (1949), «Проклятые не плачут» (1950) с Джоан Кроуфорд, «Прорыв» (1950) и «Стрелок из Спрингфилда» (1952).

## История создания фильма
В связи с падением интереса к Джоан Кроуфорд в конце 1940-х годов глава студии Warner Bros. Джек Л. Уорнер искал подходящий повод, чтобы разорвать с ней контракт. В то время по студии гуляла провалившаяся театральная пьеса «Путь фламинго». Режиссёр Винсент Шерман отказался от неё, предпочтя поработать с Эрролом Флинном над фильмом «Приключения Дон Жуана» (1948). Тем временем режиссёр Майкл Кёртис находился в поисках нового проекта. Чтобы удержать его от присоединения к коллегам-режиссёрам Фрэнку Капре, Джорджу Стивенсу и Уильяму Уайлеру, которые только основали студию Liberty Pictures, Уорнер предложил Кёртису создать собственное продюсерское подразделение. Главным продюсерским достижением Кёртиса стало открытие Дорис Дэй, которую он подписал на личный контракт и впервые снял в фильме «Роман в открытом море» (1948). Как отмечает Миллер, с «Путём фламинго» у Кёртиса «появился шанс вернуться к феминистским фильмам нуар, подобным „Милдред Пирс“, и доказать, что Кроуфорд всё ещё была звездой».
Согласно информации в «Нью-Йорк таймс» от 19 сентября 1948 года, понадобилось два года, чтобы написать сценарий и собрать актёрский состав фильма.
По информации Американского института киноискусства, первоначально на главную роль планировалась Энн Шеридан, однако она отказалась, заключив, что экранизация плоха и не верна книге. После этого Роберт Уайлдер переписал сценарий.
Как отмечает историк кино Деннис Шварц, «прежде чем согласиться на роль, Кроуфорд потребовала от Джека Уорнера переписать её роль. Хотя Уорнер согласился на это, она не давала своего согласия, пока в качестве режиссёра не был поставлен Кёртис, а в качестве актёров второго плана не были взяты актёры прошлого, такие как Глэдис Джордж».
Действие романа и пьесы происходит во Флориде, однако в фильме точное место действия не известно. В романе придорожное заведение Лют-Мэй было публичным домом.

## Оценка фильма критикой
После выхода фильма на экраны кинообозреватель «Нью-Йорк таймс» Босли Краузер отметил, что это «мрачная картина, в которой намешано много всего». Поначалу фильм как будто обещает «серьёзное расследование политической коррупции», однако «на полпули он переориентируется на демонстрацию достоинств своей звезды». Политика отходит на второй план, «или превращается в милую джентльменскую игру, когда, наконец, встает вопрос о том, чтобы дать мисс Кроуфорд выступить в полный рост». По словам Краузера, «Майкл Кертис снял его с очевидным намерением представить мисс Кроуфорд потрясающей для ее поклонников. Как последние это воспримут, ваш автор не знает».
По мнению современного историка кино Фрэнка Миллера, хотя этот фильм «вряд ли стал камбэком», каким был «Милдред Пирс», он тем не менее «помог Кроуфорд снова подняться и укрепить свои коммерческие позиции ещё на несколько лет». Фильм «вернул назад формулу, которая сослужила Кроуфорд добрую службу в первые годы существования звукового кино». Как отмечает Миллер, «по сути это очередная история из серии „из грязи в князи“, в которой она играет роль карнавальной танцовщицы, которая застревает в небольшом южном городке… Со значительной мрачностью и тёмными тенями, эта проверенная временем история вновь раскрывает многие из достоинств Кроуфорд (она даже демонстрирует свои всё ещё привлекательные ноги в карнавальных сценах)». Миллер подчёркивает, что этот фильм «добился коммерческого успеха и гарантировал ей ещё несколько лет работы на Warners».
Деннис Шварц называет картину «мелодрамой о политическом цинизме», которая однако не исчерпывает свой потенциал в расследовании политической коррупции. По мнению критика, «фильм хорошо сыгран талантливым звёздным составом исполнителей, и достойно поставлен в стиле извращённой мыльной оперы Майклом Кёртисом». По словам критика, фильм «снят как история успеха, которую можно найти в любом маленьком городке по всей Америке, в котором также есть неправильная улица, в данном случае это Ривер-стрит, где проживают лузеры. Фильм делает абсурдное допущение, что все хотят жить на улице Фламинго, и если им представится шанс, сделают почти всё, чтобы туда попасть». Он также рассматривает последствия для личности, «пересекающей черту между обычной коррупцией и коррупцией крупного масштаба», тем самым по своему указывая, «что политикам надо держать свою алчность и амбиции под контролем с небольшой долей коррупции — и это наилучший способ достичь успеха в политике, потому что честный политик точно будет съеден системой».
Кинокритик Спенсер Селби назвал фильм «крутой мелодрамой с Джоан Кроуфорд и первоклассными производственными качествами Warner Brothers о карнавальной танцовщице, попадающей в паутину политических интриг, ревности и убийств». Как написал киновед Ханс Воллстейн, «если вам удастся справиться с тем, что Джоан Кроуфорд в сорок с лишним лет играет карнавальную танцовщицу, то фильм станет для вас хорошей, хотя и немного душной мыльной оперой». Как и в «Милдред Пирс», Кроуфорд играет роль амбициозной девушки с трудной судьбой, «роль, которую она могла сыграть в совершенстве к 1949 году — это при условии, что публика готова немного подавить своё недоверие». Как отмечает далее Воллстейн, «Warner Bros. сделали всё, что в их силах, чтобы очевидная возрастная проблема, была не столь заметна, отсюда появление знакомых Кроуфорд „по старым временам“ актрис Гертруды Майкл и Элис Уайт в качестве её коллег». Однако всё равно верится с трудом в ту сцену, когда «Кроуфорд пытается поразить зрителей своим танцем живота».

## Оценка актёрской игры
Характеризуя игру Джоан Кроуфорд, Краузер пишет, что «за девяносто четыре минуты экранного времени актриса проходит через многочисленные и разнообразные события, и, что довольно важно, она даже не запыхалась в конце. Действительно, она, очевидно, дисциплинировала и подготовила себя до такой степени, что может пройти через такое испытание, не проявляя ни малейшего напряжения. От одного драматического кризиса к следующему она движется с элегантностью автомата. Её лицо, густо покрытое макияжем, представляет собой нестареющую, бесстрастную маску. Несчастье лишь время от времени отражается в ее увлажненных глицерином глазах». Как продолжает критик, «её поведение — это спартанская демонстрация выдержки как внутренней, так и внешней. И это, похоже, все, для чего на самом деле была создана эта картина, — механизированная демонстрация стойкости мисс Кроуфорд».
Как далее продолжает Краузер, «для удобства Кроуфорд в фильм введены Сидни Гринстрит в роли злобного негодяя, который управляет политической машиной в географически неопределённом южном городе, Закари Скотт в роли доброго слабака и Дэвид Брайан в роли другого политического босса, который становится поклонником мисс Кроуфорд только потому, что она хорошо поджаривает бекон и делает виски. Также присутствуют, мучительно изображая южный акцент, Глэдис Джордж в роли мадам в доме развлечений и Гертруда Майкл в роли красотки из дешёвой забегаловки».
По мнению Майкла Кини, «Кроуфорд в свои 45 лет неправдоподобна в роли прикрытой вуалью экзотической танцовщицы, но как только карнавал покидает город, она возвращается на привычную почву — играя жёсткую, разумную и временами хрупкую женщину, решившую обосноваться в городе, который её не хочет». С другой стороны, «Гринстрит играет свою самую отвратительную роль толстого старого шерифа, который с помощью закулисной борьбы рвётся к политической власти и готов сделать всё возможное, чтобы получить её».
По мнению Воллстейна, «Кроуфорд — это, конечно, не всё шоу. Там есть ещё Сидни Гринстрит, жирный паук, который плетёт свою паутину коррупции по всему городу». Кроме того, там есть ещё «Закари Скотт, который играет того же слабовольного неумёху, что и в „Милдред Пирс“, а также Дэвид Брайан, хороший актёр, который неоднократно доказывал, что способен уверенно держаться в паре с такими мощными дамами, как Кроуфорд и Бетт Дейвис».
Миллер отмечает, что «огромную помощь Кроуфорд оказали актёры второго плана. Закари Скотт, который был прекрасен в роли соблазнителя из общества, который добивается, а затем предаёт Кроуфорд в „Милдред Пирс“, получил сходную роль, но более близкую его южным корням, сыграв терзающегося собственной неуверенностью шерифа небольшого городка». Что касается Сидни Гринстрита, «прекрасного шекспировского актёра на сцене, то он привнёс весомость и внушительные габариты в роль злого шерифа. Многие критики считают, что эта работа почти сравнима с его образом Каспера Гатмана в „Мальтийском соколе“ (1941), и одно из величайших изображений злодея на экране».

## Другие экранизации пьесы
В 1956 году в телепрограмме «Видеотеатр „Люкс“» вышел эпизод под названием «Путь фламинго», где роль Лейн сыграла Джоан Дрю, а Реймонд Берр сыграл Дэна Рейнольдса.
Как отметил Миллер, мелодраматические аспекты фильма сделали его естественным выбором для телевидения на пике прайм-таймовых мильных опер. Новая версия «Пути фламинго» дебютировала на NBC в 1980 году, сначала как телефильм, а затем как еженедельный телесериал (всего в 1980—1982 годах вышло 38 часовых эпизодов сериала). Кристина Рейнс играла роль Кроуфорд, Марк Хармон был помощником шерифа, а Говард Дафф — шерифом. По словам Миллера, «роль Кроуфорд однако затмил персонаж второго плана, которого даже не было в изначальном фильме». Это сделала актриса Морган Фэрчайлд в роли страстной южной красавицы, которая крадёт Хармона у Рейнс, «наделав больше шума и став настоящей звездой сериала». Как отмечает Миллер, «это был тот уровень игры, который сама Кроуфорд выдавала в свои лучшие годы».